# Calle Salta (Formosa)
La calle Salta, es una importante arteria en la Ciudad de Formosa, Formosa, Argentina. Es la calle n° 67 del microcentro y lleva el nombre de la histórica provincia de Salta.[cita requerida]

## Historia y recorrido
Esta calle -como muchas otras históricas de Formosa- nació en 1879. El proyecto tratado, cuya autoría era del mencionado presidente[¿quién?], fue objetado por el miembro de la Corporación[¿cuál?], Ludovico Poncet, quien estaba de acuerdo en asignarle denominación a esos espacios públicos pero sugiriendo otros nombres. No obstante, se impuso la iniciativa original y los vecinos comenzaron a identificar con el nombre de Salta a la hoy céntrica calle. Las autoridades municipales tomaron como uno de los ejes a la actual calle San Martín, por ser el nacimiento de algunas de ellas. Sin embargo, como en este caso la calle se extiende hasta las proximidades del río Paraguay, se adoptó el criterio de aclarar que a esas pocas cuadras desde San Martín hacia el río debería agregársele la palabra ‘Este’.
Teniendo en cuenta que el crecimiento de la ciudad adquirió una forma piramidal, con base en el río y vértice en la plaza principal, hacia 1890 había sólo unos pocos pobladores en los solares que daban su frente a esta calle. 
A 300 metros de su nacimiento comenzaba una zona boscosa que lentamente fue desapareciendo a medida que la ciudad crecía. Esa zona ribereña, donde comenzaba la calle, era conocida como ‘barrio Costa Alegre’, albergue de bodegones y pistas de baile donde la gran concurrencia provenía de la fábrica de azúcar ubicada un poco más al sur.
Al asignarle ese nombre a la calle, Gutiérrez  evocó la batalla de Salta, no a la provincia. El mismo criterio con el que incluyó en la nómina propuesta a Ayacucho, Tucumán, Ituzaingó y Junín.[cita requerida]

### Batalla de Salta

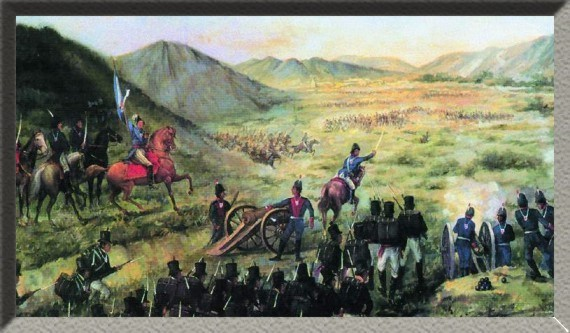
Batalla de Salta. Óleo de Rafael del Villar.

La batalla de Salta ocurrió el 20 de febrero de 1813 y constituyó uno de los triunfos más importantes de las armas emancipadoras en la ruta del Alto Perú.
Las tropas comandadas por Manuel Belgrano y Eustaquio Díaz Vélez como segundo jefe infringieron la segunda derrota en pocos meses a las fuerzas realistas conducidas por Juan Pío Tristán, que en septiembre habían sufrido igual suerte en la batalla de Tucumán. Ambos triunfos garantizaron, en gran medida, el control del norte territorial y su permanencia dentro las Provincias Unidas del Río de la Plata.

Digamos que Salta fue cuna de varios hombres fuertemente ligados a la historia de Formosa. Inclusive gobernadores como José María Uriburu y Napoleón Uriburu nacieron y se educaron en la provincia norteña. Eriberto Sandoval, registrado como el primer funcionario de la Prefectura en Formosa, también fue de origen salteño.
Julio Ortiz, historiador.

## Recorrido
La calle nace en la calle San Martín, aunque existe un tramo de 200 metros con el nombre de Salta Este donde se cruza con Rogelio Nieves (ex Santa Fe) y Ramos Mejia. Termina su recorrido en la calle Egildo Tassone al 5000. En el microcentro se interseca con las siguientes calles:
- San Martín, donde nace
- Belgrano
- Rivadavia
- Moreno
- Deán Funes
- Padre Patiño
- Mitre
- Eva Perón
- Fontana
- Av. 9 de Julio
- Sarmiento
- Julio A. Roca
- Córdoba
- Fortín Yunká
- Libertad
- Jujuy
- Padre Grotti y la avenida Pantaleón Gómez.